# Episodi di Fleabag (prima stagione)
La prima stagione di Fleabag è stata trasmessa nel Regno Unito su BBC Three dal 21 luglio al 25 agosto 2016. In Italia è stata pubblicata su Prime Video il 10 febbraio 2017.
| N° | Titolo originale | Titolo italiano | Pubblicazione UK | Pubblicazione Italia |
| -- | ---------------- | --------------- | ---------------- | -------------------- |
| 1  | Episode 1        | Episodio 1      | 21 luglio 2016   | 10 febbraio 2017     |
| 2  | Episode 2        | Episodio 2      | 28 luglio 2016   | 10 febbraio 2017     |
| 3  | Episode 3        | Episodio 3      | 4 agosto 2016    | 10 febbraio 2017     |
| 4  | Episode 4        | Episodio 4      | 11 agosto 2016   | 10 febbraio 2017     |
| 5  | Episode 5        | Episodio 5      | 18 agosto 2016   | 10 febbraio 2017     |
| 6  | Episode 6        | Episodio 6      | 25 agosto 2016   | 10 febbraio 2017     |

## Episodio 1
- Diretto da: Tim Kirkby
- Scritto da: Phoebe Waller-Bridge

### Trama
Dopo una nottata di fuoco con un ragazzo attraente, la trentenne londinese Fleabag incontra un ragazzo con i denti sporgenti sull'autobus, che sembra molto interessato a lei. Congedato in fretta, si reca ad un appuntamento con un manager per ottenere un prestito, che però non va a buon fine. Più tardi incontra la sorella Claire, con cui ha un rapporto altalenante, e insieme prendono parte ad una conferenza femminista. A fine giornata, rimasta sola ed esausta, Fleabag raggiunge casa del padre, dove davanti a lui sfoga tutta la sua frustrazione per la situazione. Nell'attesa di un taxi per tornare a casa va a curiosare nello studio della matrigna, compagna del padre vedovo, dove si intasca una statuetta dorata raffigurante un busto femminile. Sulla via del ritorno Fleabag racconta al tassista della sua amica Boo, del caffè che hanno aperto assieme, e di come Boo si sia accidentalmente uccisa per fare un dispetto al suo ragazzo.

## Episodio 2
- Diretto da: Harry Bradbeer
- Scritto da: Phoebe Waller-Bridge

### Trama
Fleabag si reca a casa di Claire per provare a vendere a suo marito Martin la scultura trafugata dallo studio della matrigna. In seguito ad un imbarazzante appuntamento di sesso con il ragazzo attraente ritorna dal compagno storico, Harry. I due sembrano di nuovo in sintonia, ma dopo uno scherzo di cattivo gusto e una promessa non mantenuta Harry decide di lasciare Fleabag definitivamente.

## Episodio 3
- Diretto da: Harry Bradbeer
- Scritto da: Phoebe Waller-Bridge

### Trama
Martin si presenta a sorpresa nel caffè di Fleabag, disperato perché non riesce a trovare un regalo per il compleanno di Claire, e lei acconsente ad aiutarlo. Mentre sono in un negozio di scarpe, però, Fleabag incrocia lo sguardo del ragazzo per cui Boo si è suicidata e ha un attacco di panico. Ormai lasciata sola da Harry, decide di andare al compleanno della sorella in compagnia del ragazzo con i denti sporgenti incontrato sul bus qualche giorno prima. Alla festa, scopre che Martin non ha regalato alla moglie un paio di scarpe, bensì la scultura rubata da Fleabag. Più tardi Martin, ubriaco fradicio, prova a baciare Fleabag, ma lei lo rifiuta schifata.

## Episodio 4
- Diretto da: Harry Bradbeer
- Scritto da: Phoebe Waller-Bridge

### Trama
Fleabag e Claire prendono parte a un ritiro spirituale della durata di un weekend, regalo del padre. Qui Fleabag viene incuriosita da un corso di gestione della rabbia per soli uomini che si svolge nel giardino adiacente: tra i partecipanti c'è anche il manager che le ha negato il prestito. Claire le rivela che ha ottenuto una promozione per il lavoro dei suoi sogni in Finlandia, ma che è restia ad accettare per via di Martin e del figliastro Jake. A questo punto, Fleabag si sente in dovere di rivelarle del tentativo da parte del marito di baciarla. Claire lascia il ritiro prima del dovuto, mentre Fleabag lo conclude condividendo una sigaretta con il manager ed ascoltando le sue riflessioni.

## Episodio 5
- Diretto da: Harry Bradbeer
- Scritto da: Phoebe Waller-Bridge

### Trama
Il giorno dell'anniversario della morte della madre, Fleabag e Claire sono ospiti a pranzo dal padre. A loro si aggiunge anche il ragazzo attraente in qualità di accompagnatore di Fleabag, che suscita da subito l'interesse indiscreto della matrigna, la quale coglie l'occasione per presentare la sua prossima mostra artistica a tema sessuale. Nonostante Claire le avesse chiesto di non farne parola, Fleabag si congratula con lei per la promozione in Finlandia, scatenando l'ira della sorella, che prontamente annuncia di volerla rifiutare per il bene della famiglia. Al termine del pranzo, Claire riprende la scultura che Fleabag aveva riposto nello studio della matrigna e dichiara alla sorella di voler lasciare Martin e di trasferirsi in Finlandia.

## Episodio 6
- Diretto da: Harry Bradbeer
- Scritto da: Phoebe Waller-Bridge

### Trama
Fleabag ed il ragazzo attraente, reduci dall'ennesima notte di sesso, vanno assieme alla mostra della matrigna, dove Fleabag viene immediatamente relegata al ruolo di cameriera. Qui la ragazza ha una serie di docce fredde: incontra Harry, ora felicemente fidanzato con una collega; il ragazzo attraente le rivela che è innamorato di un'altra donna e che sia stata proprio Fleabag a convincerlo di questo sentimento; infine si ribella all'arroganza  della matrigna facendo scivolare il vassoio con i bicchieri colmi di champagne davanti a tutti. Tuttavia il colpo di grazia lo infligge Claire, tornata in compagnia di Martin, che la accusa di aver tentato di baciare il marito al suo compleanno e ricordandole il motivo per cui Boo si è suicidata: era Fleabag la donna con cui il suo ragazzo l'aveva tradita. Fleabag fugge in lacrime e vaga per la città, fino a quando non si trova suo padre davanti, che prova a consolarla. Il giorno seguente, quando Fleabag torna al suo caffè, ormai sull'orlo del fallimento, trova il manager, che decide di darle una seconda possibilità con il prestito.